# Dschawa
Dschawa (georgisch ჯავა, russisch und ossetisch Дзау Dsau) ist eine Stadt im Norden der international nur von einigen Staaten anerkannten Republik Südossetiens (de jure ein Teil Georgiens).
Dschawa ist seit 1961 eine Siedlung städtischen Typs und bildet das Zentrum der Munizipalität Dschawa. Nach dem Verwaltungszentrum Zchinwali ist es der zweitgrößte Ort Südossetiens. Er liegt 22 km nördlich des Bahnhofs Zchinwali, 1100 m über dem Meeresspiegel im Tal des Großen Liachwi.
Der Kurort mit einer mittleren Temperatur von 13 °C im Januar, 18 °C im Juli und 750 mm Niederschlag im Jahr verfügt über eine Quelle mit kohlensaurem hydrokarbonat- und chlornatriumhaltigem Mineralwasser.
Dschawa wurde durch ein Erdbeben am 29. April 1991 fast vollständig zerstört.
| Jahr | Einwohner |
| ---- | --------- |
| 1959 | 856       |
| 1970 | 1886      |
| 1979 | 1502      |
| 1989 | 1524      |

Anmerkung: Volkszählungsdaten